# Discesa all'inferno (film 1986)
Discesa all'inferno (Descente aux enfers) è un film del 1986, diretto da Francis Girod, tratto dal romanzo (The Wounded and the Slain) di David Goodis.

## Trama
Una moglie giovane, bella, sensualissima e misteriosa con il marito, scrittore quarantenne, deluso dalla vita e quasi alcolizzato: un rapporto a pezzi che solo il sesso tiene ancora in piedi. La vicenda si sviluppa nel caldo umido di Haiti che, in un crescendo di tensione, genera tradimenti ed omicidi.